# Леонова-Ржевская, Александра Александровна
Александра Александровна Леонова-Ржевская (род. 4 сентября  1964 года, Пятигорск, РСФСР, СССР) — советская баскетболистка. Играла на позиции атакующего защитника. Мастер спорта СССР международного класса.
Выступала за команду «Динамо» (Новосибирск).

## Биография
Первый тренер — заслуженный тренер России Н. Я. Борисенко.

### Достижения
- Чемпионка Европы 1987
- Бронзовый призёр летних Олимпийских игр 1988
- Чемпионка СССР (1986—1988). Серебряный (1985) и бронзовый (1981—1983) призер чемпионатов СССР.
- Серебряный призер Всемирной Универсиады (1987).
- Серебряный призер Кубка европейских чемпионов (1987, 1988).
- Обладательница Кубка Лилиан Ронкетти (1986).

В настоящее время работает в Управлении Федеральной Миграционной Службы РФ по Новосибирской области.